# Saint-Just-Malmont
 Saint-Just-Malmont  es una población y comuna francesa, situada en la región de Auvernia, departamento de Alto Loira, en el distrito de Yssingeaux y cantón de Saint-Didier-en-Velay.

## Demografía
| 2217 | 2346 | 2485 | 2885 | 3668 | 3951 |
| Para los censos de 1962 a 1999 la población legal corresponde a la población sin duplicidades (Fuente: INSEE [Consultar]) |      |      |      |      |      |